# دانيال ديون
دانيال ديون هو فنان فيديو كندي، ولد في 1958، وتوفي في 2014.